# Brzeziniak
Brzeziniak [bʐɛˈʑiɲak] (Đức Birkenthal) là một khu định cư ở quận hành chính của Gmina Zalewo, trong Ilawa County, WARMIŃSKO-MAZURSKIE, ở miền bắc Ba Lan. Nó nằm khoảng 3 kilômét (2 mi)  phía tây bắc Zalewo, 30 km (19 mi) phía bắc Iława và 61 km (38 mi) về phía tây của thủ đô khu vực Olsztyn.